# Castellsapera
El Castellsapera és una muntanya de 939 metres que es troba entre els municipis de Terrassa i de Vacarisses, a la comarca del Vallès Occidental. És el turó més alt de la Serra de l'Obac i un dels més característics del conjunt de Sant Llorenç del Mun. Es tracta d'un monòlit conglomeràtic de morfologia allargassada, de grans dimensions, format bàsicament per conglomerats i en menor mesura per argiles, gresos i limolites de l'Eocè. Està catalogat com un punt d'interès geològic.
Està coronat per un allargasat i estret cim rocallós que recorda un castell, amb una agulla separada (l'anomenat Queixal del Porc). Per la seva vessant de llevant, orientada a la riera de Les Arenes, es troben els sectors de les fonts de Cantarelles i de l'Olla; i pel vessant de ponent hi ha la canal de Mura i la gavarra de l'Obac, separades per la carena del Camí Ral. Cap el nord el turó enllaça amb el coll de Tres Creus (que l'uneix al Turó de la Pola) i cap al sud es troba el collet estret (que porta al Turó de la Carlina). L'origen del nom de Castellsapera podria ser que el turó va ser designat com a Castell-sapera per la forma del seu cim, que des diverses perspectives recorda a un gran castell.
A la base del cim, entre aquest i el turó de les Tres Creus, s'hi troba l'avenc de Castellsapera, una imponent cavitat amb una boca de 7 per 2 metres formada per un pou vertical de 45 metres i amb una profunditat màxima de 84. Hi habita una espècie de ratpenat, el ratpenat de cova de Schreibers (Miniopterus schreibersii), que s'hi refugia durant la tardor i la primavera.
Aquest cim està inclòs a la llista dels 100 cims de la FEEC.